# Borough londonien de Havering
Le borough londonien d'Havering (« London Borough of Havering ») est un district du Grand Londres. Cette circonscription, fondée en 1965 par fusion des districts d'Essex de Romford et d'Hornchurch, compte plus de 224 000 habitants.
Ce district se compose de :
- Ardleigh Green
- Chase Cross
- Collier Row
- Elm Park
- Emerson Park
- Gidea Park
- Harold Hill
- Harold Wood
- Havering-atte-Bower
- Hornchurch
- North Ockendon
- Rainham
- Romford
- Upminster
- Wennington

## Jumelages
- Ludwigshafen (Allemagne)
- Hesdin (France)

## Personnalités
L'acteur Daniel Huttlestone y est né en 1999.

Le pilote automobile Oliver Bearman y est né en 2005.